# Justice For Reason
Justice For Reason（ジャスティス・フォー・リーズン）は、京都を中心に活動する叙情派社畜コアバンドである。

## 概要
メンバー全員が社会人であることから、ライブではスーツで行う。曲名、歌詞も仕事に対する考え方を考察するものが多い。

## 歴史
2011年12月 会社設立
2012年3月 1st Demo "Sea of Silence" 発表
2012年7月 2nd Demo "労働讃歌" 発表
2014年3月 1st Concept Album "働く事の意味を..."発表
2016年7月 2nd Concept Album "じんせい."発表

## メンバー
- Yanchi（ボーカル）
- Mr.D（ドラム）

### 旧メンバー
- Sammy - ギター
- Yasha - ベース
- Shohey - ギター

- じろうす - ベース
- 奈央 - ギター
- 船長 - ベース

## インタビュー
- 激ロック(2016年8月)
- RNR TOURS※Yanchi ソロインタビュー(2014年1月)
- RNR TOURS(2012年8月)

| スタブアイコン | サブスタブ | この項目は、まだ閲覧者の調べものの参照としては役立たない、音楽関係者（バンド等）に関連した書きかけの項目です。この項目を加筆・訂正などしてくださる協力者を求めています（P:音楽/PJ:芸能人）。 |